# Челалба (Перуђа)
Челалба је насеље у Италији у округу Перуђа, региону Умбрија.
Према процени из 2011. у насељу је живело 357 становника. Насеље се налази на надморској висини од 341 м.